# Mercuriceratops
Genre
Espèce
Mercuriceratops est un  genre éteint de dinosaures cératopsiens du Crétacé supérieur retrouvé en Alberta, Canada, et au Montana, États-Unis. L'espèce type, Mercuriceratops gemini, a été nommée et décrite par M. J. Ryan et al. en 2014.
Le genre est basé sur des restes retrouvés dans les formations géologiques de Dinosaur Park et de Judith River.
Mercuriceratops est le plus vieux membre connu au Canada des Chasmosaurinae ainsi que le premier cératopsien pré-Maastrichtien retrouvé de part et d'autre de la frontière entre le Canada et les États-Unis.

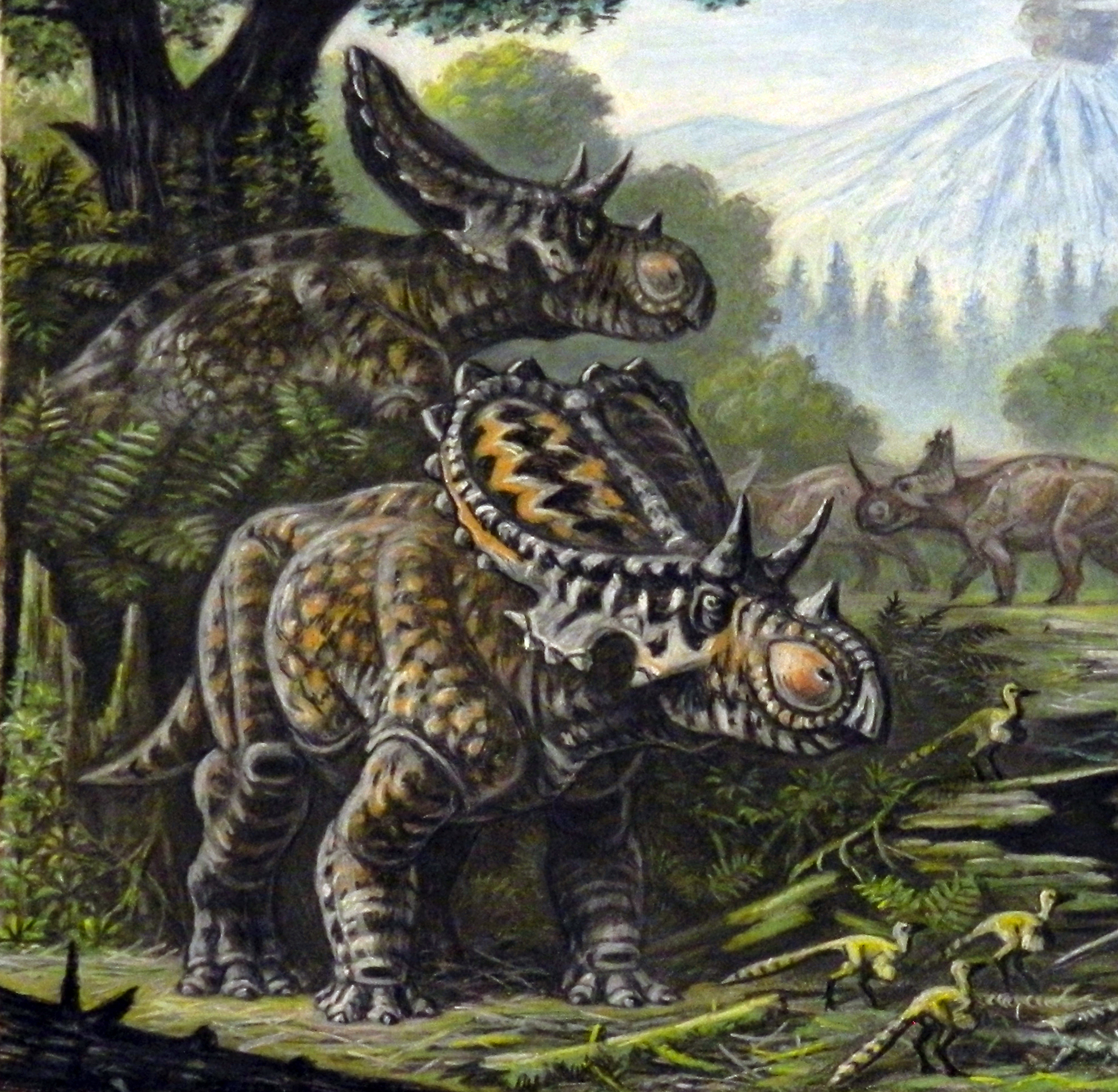
Représentation hypothétique